# Miasta w Gujanie
Miasta Gujany podobnie jak w innych byłych koloniach brytyjskich i w samej Wielkiej Brytanii dzielą się na cities i towns. Obecnie w Gujanie jest jedno city, stolica państwa Georgetown i jedenaście towns. Według spisu ludności z 2012 r. największym miastem jest Linden, które zamieszkuje 27 277 osób.

## Największe miasta w Gujanie
Największe miasta w Gujanie według liczebności mieszkańców (stan na 15 października 2012 r.):
| L.p. | Miasto        | Region                 | Liczba ludności |
| ---- | ------------- | ---------------------- | --------------- |
| 1.   | Linden        | Upper Demerara-Berbice | 27 277          |
| 2.   | Georgetown    | Demerara-Mahaica       | 24 849          |
| 3.   | New Amsterdam | East Berbice-Corentyne | 17 329          |
| 4.   | Anna Regina   | Pomeroon-Supenaam      | 11 793          |
| 5.   | Corriverton   | East Berbice-Corentyne | 11 386          |

## Alfabetyczna lista miast w Gujanie

### Cities
- Georgetown

### Towns
- Anna Regina
- Bartica
- Corriverton (Springlands)
- Lethem
- Linden
- Mahdia
- New Amsterdam
- Parika
- Rose Hall
- Rosignol
- Vreed en Hoop